# Джейсън Борн (филм)
„Джейсън Борн“ (на английски: Jason Bourne) е американски екшън трилър филм на режисьора Пол Грийнграс. Това е петият филм от поредицата „Борн“, четвъртият с Мат Деймън в главната роля и третият, режисиран от Грийнграс. Снимките започват на 8 септември 2015 г. и приключват на 1 февруари 2016 г. Заглавието на филма е обявено за пръв път на 7 февруари 2016 г. с излъчването на трейлъра. Филмът излиза по кината в САЩ и България на 29 юли 2016 г.

## Актьорски състав
| Актьор          | Роля          |
| --------------- | ------------- |
| Мат Деймън      | Джейсън Борн  |
| Джулия Стайлс   | Ники Парсънс  |
| Алисия Викандер | Хедър Лий     |
| Томи Лий Джоунс | Робърт Дюи    |
| Риз Ахмед       | Арън Калур    |
| Ато Есандо      | Крейг Джефърс |
| Скот Шепърд     | Едуин Ръсел   |
| Венсан Касел    | Агентът       |